# Katie Stegeman
Katie Ashley Stegeman (* 26. September 1987 in St. Louis County, Missouri) ist eine US-amerikanische Filmschauspielerin.

## Leben und Karriere
Katie Stegeman studierte an der Loyola Marymount University in Los Angeles, Kalifornien und schloss im Jahr 2007 mit dem Bachelor of Arts Degree in Theatre ab. 2008 sammelte sie erste Schauspielerfahrungen mit einem Gastauftritt in der MANswers Episode #2.10 als Bar Girl und 2009 als Ring-Girl in der vierten Folge der ersten Staffel in Bromance. Im selben Jahr gab sie ihr Filmdebüt mit einer Nebenrolle in Justin Voskians Drama Lost Angels.
Seit 2011 steht sie vorwiegend für Independent-Film-Regisseur Eric England vor der Kamera. England castete sie 2011 für die Hauptrollen in seinem Kurzfilm The Trick or Treater und dem Slasher-Film Madison County. 2012 stand sie auch für das Mysterydrama Roadside und den Thriller Contracted vor der Kamera. Daneben hatte sie eine Gastrolle in der Comedyserie Two and a Half Men.
Ihre fünf Jahre ältere Schwester Erin ist ebenfalls als Schauspielerin aktiv. Ihr Schwager (Ehemann von Erin) ist der Produzent und Schauspieler Ace Marrero, der Gastrollen in 2 Broke Girls, Dirt Body of Proof, Sleepy Hollow, Murder in the First und Criminal Minds hatte.

## Filmografie (Auswahl)
- 2008: MANswers (Episode 2x10)
- 2009: All Inclusive (Couples Retreat)
- 2009: Lost Angels
- 2009: Bromance (Episode 1x4)
- 2011: Dr. House (House, Fernsehserie, Folge: Out of the Chute)
- 2011: Madison County
- 2011: The Trick or Treater (Kurzfilm)
- 2011: Two and a Half Men (Fernsehserie, eine Folge)
- 2012: Trick or Treater: Part II (Kurzfilm)
- 2013: Contracted
- 2013: Roadside
- 2013: BlackBoxTV (Fernsehserie, eine Folge)
- 2013: Once Upon A … Anonymous (Fernsehserie, eine Folge)
- 2015: Fight of the Living Dead (Fernsehserie, eine Folge)